# Marcia delle donne
La Marcia delle Donne fu una marcia che si svolse il 9 agosto del 1956 a Pretoria, capitale amministrativa del Sudafrica. L'obiettivo delle marciatrici era quello di protestare contro l'introduzione, nel 1952, delle leggi sull'apartheid per le donne nere e di presentare una petizione all'allora Primo Ministro sudafricano J. G. Strijdom.

## Contesto
Ad organizzare la marcia fu la Federazione delle Donne Sudafricane, un'organizzazione anti-apartheid con l'obiettivo di rafforzare la voce femminile all'interno del movimento. Contribuirono al Congresso del Popolo del 1955 in cui fu stilata la Carta della Libertà, presentando un documento chiamato Cosa richiedono le donne che si riferiva a necessità quali sussidi per l'assistenza all'infanzia e per le spese abitative, educazione, parità di retribuzione, parità nei diritti di proprietà, matrimonio e custodia dei figli. Nel 1956, quando si svolse la marcia, la loro attenzione si era spostata sull'introduzione di lasciapassare per le donne nere.

## Marcia
La marcia, svoltasi il 9 agosto 1956, ebbe un'affluenza stimata in 20 000 donne di varie etnie e tribù che confluirono a Pretoria. Con l'obiettivo di aumentare la partecipazione si scelse un giovedì, il giorno tradizionale di riposo per le lavoratrici domestiche africane. Arrivate con vari mezzi di trasporto, le donne camminarono fino agli Union Buildings, il centro del Governo del Sudafrica, in piccoli gruppi di due o tre persone, a causa del divieto da parte delle autorità di costituire gruppi numerosi, e si incontrarono nei giardini e nell'anfiteatro dell'edificio. A guidare la marcia furono Lilian Ngoyi, Helen Joseph, Albertina Sisulu e Sophia Williams-De Bruyn.
Alcune donne, una rappresentante per ogni tribù ed etnia, portarono 14 000 firme della petizione per presentarle al Primo Ministro; questi si trovava altrove per evitare di accettare la petizione da un gruppo multiculturale femminile, per cui la petizione fu accettata dal suo Segretario.
Le donne stettero in piedi per mezz'ora in silenzio, prima di cantare Nkosi sikelel' iAfrika e poi una canzone sulla libertà di una donna chiamata Wathint' abafazi, Strijdom!.
wathint' imbokodo,
uza kufa!»
colpisci una roccia,
sarai schiacciato [morirai]!»
(Wathint' abafazi, Strijdom!)

## Petizione
La petizione era stata prodotta dalla Federazione delle Donne Sudafricane e stampata dall'Indian Youth Congress. La petizione recita:
Presented to Prime Minister J.G. Strijdom, 9 August 1956.»
Al Primo Ministro Johannes Gerhardus Strijdom, 9 agosto 1956.»

## Partecipanti notevoli
- Frances Baard
- Bertha Gxowa[4]
- Helen Joseph[5]
- Fatima Meer
- Florence Mkhize (as an organizer)[6]
- Rahima Moosa[7]
- Rita Ndzanga[8]
- Lilian Ngoyi[9]
- Albertina Sisulu
- Sophia Williams-De Bruyn
- Annie Peters
- Nosipho Dastile[10]